# Buschklooster
Het Buschklooster (of: Ten Bossche en Mariënbosch) is omstreeks 1400 door Herman ten Bussche gesticht. Gerard Scadde van Calcar was eveneens betrokken bij de oprichting. Het klooster werd bewoond door Augustijnenzusters en stond aanvankelijk buiten de muren van Zwolle in de omgeving van Groot Wezenland. De kloosterorde was genoodzaakt om tweemaal de veiligheid binnen de stadsmuren te zoeken. Toen het klooster in 1524 voor de tweede keer was verwoest vestigde Herman ten Busche, schout van Zwolle, de kloosterorde in zijn ouderlijke huis aan de Grote Aa (thans Gasthuisplein).
De vroedschap van Zwolle besloot in 1581 om het klooster naar een weeshuis om te vormen. Dit project startte een jaar later. De zusters mochten blijven maar het werd hen wel verboden om nieuwe kloosterlingen op te nemen. Met nog maar twee nonnen over in 1591, vielen alle goederen en inkomsten van het klooster aan het weeshuis toe.